# Money in the Bank 2025
Money in the Bank (2025) was de 16e professioneel worstel-pay-per-view (PPV) en livestreaming WWE Network evenement van Money in the Bank dat georganiseerd werd  door WWE voor hun Raw en SmackDown brands. Het evenement vond plaats op 7 juni 2025 in de Intuit Dome in Inglewood, Californie.

## Productie

### Verhaallijnen
De wedstrijd kaart bevatte overeenkomsten die het resultaat zijn van gescripte verhaallijnen. De resultaten werden vooraf bepaald door de schrijvers van WWE op de merken Raw en SmackDown, terwijl verhaallijnen werden geproduceerd in de wekelijkse televisieprogramma's van WWE, Monday Night Raw en Friday Night SmackDown.

## Heel/face turns
De volgende WWE Superstar werd heel of face tijdens dit evenement.
| Worstelaar(s) | status voor MITB | Status na MITB |
| ------------- | ---------------- | -------------- |
| Jacob Fatu    | Heel             | Face           |

## Matches
| Nr. | Wedstrijd                                                                               | Winnaar(s)            | Opmerkingen | Bron  |
| --- | --------------------------------------------------------------------------------------- | --------------------- | --- | ----- |
| 1   | Solo Sikoa vs. LA Knight vs. Penta vs. Seth Rollins vs. Andrade vs. El Grande Americano | Seth Rollins          | Money in the Bank ladder match voor een wereldkampioenschapswedstrijd contract.                                                                                            | [ 2 ] |
| 2   | Alexa Bliss vs. Rhea Ripley vs. Roxanne Perez vs. Giulia vs. Naomi vs. Stephanie Vaquer | Naomi                 | Money in the Bank ladder match voor een vrouwen wereldkampioenschapswedstrijd contract.                                                                                    | [ 3 ] |
| 3   | Cody Rhodes & Jey Uso vs. John Cena & Logan Paul                                        | Cody Rhodes & Jey Uso | Tag team wedstrijd | [ 4 ] |
| 4   | Lyra Valkyria (vk) vs. Becky Lynch                                                      | Becky Lynch (nk)      | Last Chance match voor het WWE Women's Intercontinental Championship. Omdat Valkyria verloor moest zij hand van Lynch omhoog moeten houden en haar erkennen als de betere. | [ 5 ] |
| 5   | Dominik Mysterio (vk) (met Liv Morgan) vs Octagón Jr.                                   | Dominik Mysterio (vk) | Een-tegen-een wedstrijd voor het WWE Intercontinental Championship | [ 6 ] |

1. ↑  komt uit in de  Lucha Libre AAA Worldwide